# Kateh Sar
Kateh Sar (persiska: کته سر) är en ort i Iran.   Den ligger i provinsen Gilan, i den nordvästra delen av landet, 240 km nordväst om huvudstaden Teheran. Antalet invånare är 981.
Terrängen runt Kateh Sar är mycket platt. Runt Kateh Sar är det tätbefolkat, med 659 invånare per kvadratkilometer. Närmaste större samhälle är Rasht, 13,4 km sydväst om Kateh Sar. Trakten runt Kateh Sar består till största delen av jordbruksmark.